# José Delicado Baeza
José Delicado Baeza (ur. 18 stycznia 1927 w Almansa, zm. 17 marca 2014) – hiszpański arcybiskup.

## Życiorys
José Delicado Baeza urodził się w Almansa, Albacete w Hiszpanii. W 1944 roku wstąpił do seminarium duchownego w Maladze, gdzie studiował filozofię, a w 1947 roku przeniósł się na Papieski Uniwersytet w Salamance, aby studiować teologię. Został wyświęcony na kapłana w dniu 22 lipca 1951 roku. Od 1952 roku był kanonikiem katedry. 21 kwietnia 1975 roku został mianowany arcybiskupem archidiecezji Valladolid i objął urząd w dniu 7 czerwca 1975 roku. W 2002 roku w wieku 75 lat złożył rezygnację z urzędu. Jan Paweł II przyjął jego rezygnację i powołał Braulia Rodríguez Plażę na następcę. Zmarł 17 marca 2014 roku w wieku 87 lat.